# Rue Raymond-Lafage
La rue Raymond-Lafage (en occitan : carrièra Ramond Lafaja) est une voie de Toulouse, chef-lieu de la région Occitanie, dans le Midi de la France.

## Situation et accès

### Description
La rue Raymond-Lafage est une voie publique. Elle se trouve dans le quartier de la Croix-de-Pierre.
La chaussée compte une seule voie de circulation. Elle appartient à une zone 30 et la vitesse y est limitée à 30 km/h. Il existe pas d'aménagement cyclable.

### Voies rencontrées
La rue Raymond-Lafage rencontre les voies suivantes, dans l'ordre des numéros croissants (« g » indique que la rue se situe à gauche, « d » à droite) :
1. Avenue de Muret
2. Rue Alexandre-Dumège (d)
3. Rue Pierre-Bourthoumieux (g)
4. Impasse Clairière-Lafage (g)
5. Rue Dupuy-du-Grez

## Odonymie
La rue est nommée en hommage à Raymond Lafage (1656-1684). Dessinateur et graveur au parcours étonnant, il étudie à Toulouse, Paris, Rome, Anvers, sans se fixer, fréquentant les cabarets et menant une vie assez libre. Son œuvre comporte une très grande majorité de dessins au fusain et à la plume. Revenu à Toulouse, il rencontre un certain succès avant de retourner à Paris. Il meurt à Lyon, sur le chemin de Rome. Elle fut, jusqu'en 1931, le petite-rue de la Croix-de-Pierre, du nom du quartier.

## Patrimoine et lieux d'intérêt

### Maisons
- no  20 : maison (deuxième moitié du XXe siècle)[4].
- no  24 : maison (vers 1931)[5].